# Ambrières-les-Vallées
Ambrières-les-Vallées è un comune francese di 2 846 abitanti situato nel dipartimento della Mayenne nella regione dei Paesi della Loira.

## Società

### Evoluzione demografica
Abitanti censiti